# Venus and Mars/Rock Show
«Venus and Mars/Rock Show» es un medley de dos canciones del músico británico Paul McCartney publicadas en el álbum de estudio de Wings Venus and Mars en 1975. Las dos canciones fueron publicadas como tercer sencillo promocional del álbum en los Estados Unidos el 27 de octubre de 1975 y en el Reino Unido un mes después, el 28 de noviembre, con la canción «Magneto and Titanium Man» como cara B.
La versión del sencillo es considerablemente más corta que la publicada en el álbum al cortar 3 minutos de la canción «Rock Show». «Venus and Mars/Rock Show» alcanzó el puesto 12 en la lista estadounidense Billboard Hot 100 pero no entró en la lista británica UK Singles Chart. En el libro The Rough Guide to the Beatles, el escritor Chris Ingham describió «Venus and Mars» como una canción «atmosférica», y «Rock Show» como «arrolladora».

## Música y letra
«Venus and Mars» es una canción folk acústica que representa la perspectiva de un espectador a la espera de que empiece el concierto. Aunque en un principio los seguidores de McCartney pensaron que Venus and Mars podía hacer referencia a Paul y Linda, el propio Paul lo negó, comentando que la canción «es sobre un amigo imaginario con una chica que es el tipo de persona que te pregunta tu signo del zodíaco antes de decirte hola. Es eso: «Un buen amigo mío estudia las estrellas». De hecho, en la primera estrofa dice: «A good friend of mine follow the stars» (lo cual puede traducirse al español como: «Un buen amigo mío sigue las estrellas»), de modo que puede ser ambiguo: una groupie o un astrólogo».
Por otra parte, «Rock Show» es una canción hard rock que enlaza musicalmente con «Venus and Mars», formando un medley. El estribillo hace referencia a varios estadios como el Concertgebouw de Ámsterdam, el Madison Square Garden de Nueva York y el Hollywood Bowl de Los Ángeles, y algunos versos incluyen referencias musicales como «Silly Willy with the Philly Band» y la guitarra de Jimmy Page. Además de la formación habitual de Wings, Allen Toussaint participó en la grabación de «Rock Show» tocando el piano.

## Publicación
«Venus and Mars» también fue publicada como repetición para abrir la cara B de Venus and Mars. La repetición incorpora varios efectos de sonido relacionados con la ciencia ficción que reflejan la lectura de Isaac Asimov por parte de McCartney en el momento de la grabación.
La versión publicada como sencillo fue publicada en 2001 en el álbum Wingspan: Hits and History. Ambas canciones fueron también incluidas en el álbum en directo Wings Over America, combinadas en un medley con la canción «Jet».

## Lista de canciones
| N.º | Título                     | Duración |  |
| 1.  | «Venus and Mars/Rock Show» | 3:46     |  |
| 2.  | «Magneto and Titanium Man» | 3:16     |  |